# Merklappenmuseum
Het Merklappenmuseum is een particulier museum in het Limburgse dorp Dieteren, gelegen aan Kerkstraat 61.
Het echtpaar Verheggen-Penders begon in 1987 met het verzamelen van merklappen en verwierf uiteindelijk meer dan 500 stuks. In 1995 werd het museum geopend.
De oudste merklap is van 1572, en de lappen zijn afkomstig uit Nederland, België, Duitsland, Engeland, Frankrijk, Spanje, Portugal, Italië, Denemarken, Hongarije en Zwitserland. Ook aan merklappen gerelateerde voorwerpen en boeken zijn er te vinden, zoals patroonboeken uit vele boeken uit de inventaris van het voormalige merklappenmuseum Hoeve de Waerd in het Midden-Limburgse dorp Sint Odiliënberg.